# Tetranchyroderma enallosum
Tetranchyroderma enallosum is een buikharige uit de familie Thaumastodermatidae. Het dier komt uit het geslacht Tetranchyroderma. Tetranchyroderma enallosum werd in 1977 voor het eerst wetenschappelijk beschreven door Hummon. 